# Gustave Cabaret
Gustave Cabaret, född 1 november 1866, död 4 april 1918, var en fransk bågskytt. Han deltog vid olympiska sommarspelen 1908.